# Pulswärmer

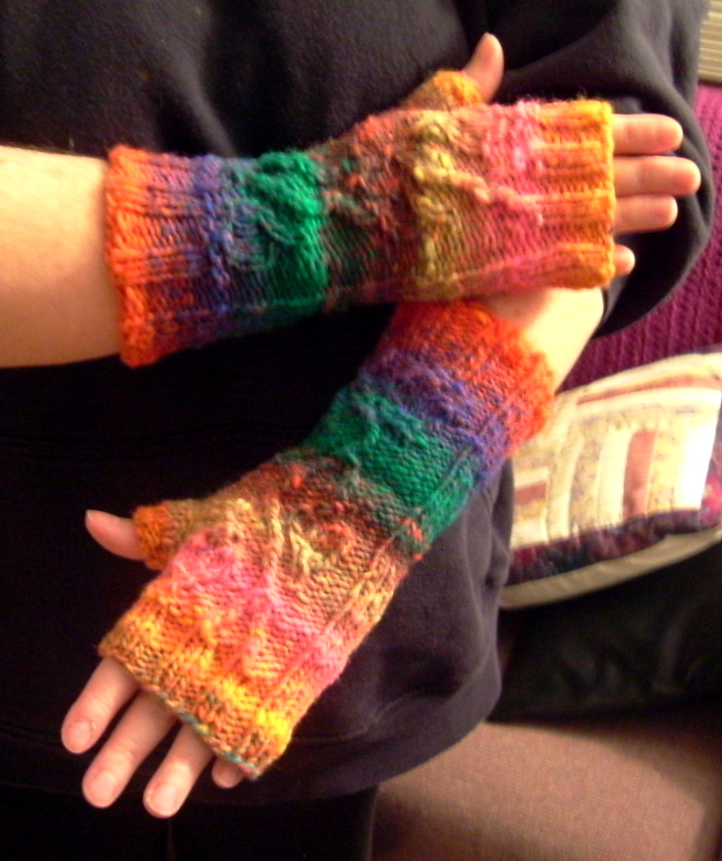
Pulswärmer

Pulswärmer, Handstulpen oder Mitaine sind ein Kleidungsstück, das die Hand teilweise bedeckt und auf dem Handrücken häufig spitz zuläuft. Es handelt sich um eine Mischung aus Armstulpe und Handschuh. Die Finger bleiben frei, Handrücken und Handgelenk werden bedeckt. Pulswärmer werden oft als Accessoire oder als Schutz vor Kälte mit gewünschter Freiheit der Finger getragen.

## Geschichte

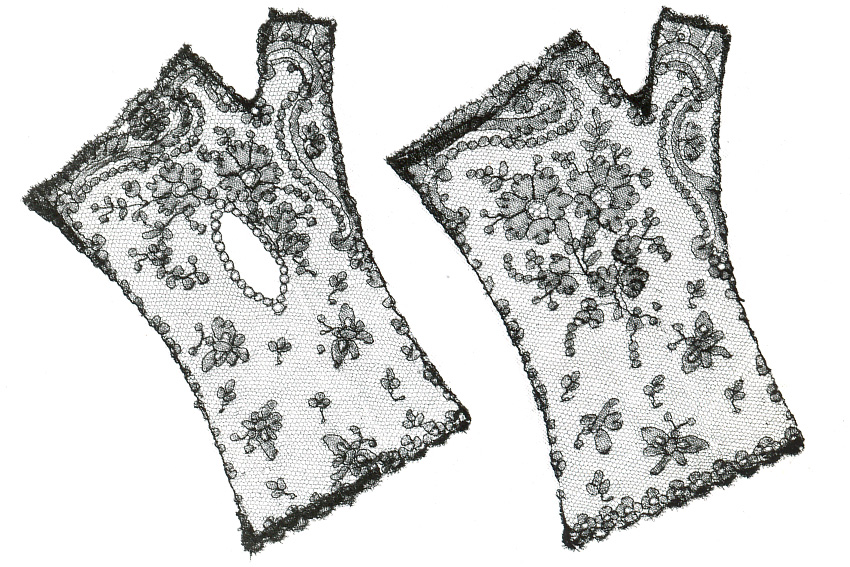
Mitaines in Chantilly kloskant, 1850–1890

Das Kleidungsstück hat seinen Ursprung in der Damenbekleidung der burgundischen und gotischen Mode. Unter der Bezeichnung Mitaine [miˈtɛn], dem französischen Wort für einen Handschuh, der die Finger unbedeckt lässt, entstanden sie im 14. Jahrhundert als Accessoire der Damenmode. Eine spitz zulaufende Form wurde bevorzugt, da sie die Hand optisch vorteilhaft streckt und schmal erscheinen lässt. Auch noch in der Biedermeierzeit wurden sie geschätzt. Im Laufe der Zeit wurden sie separat als Pulswärmer getragen. Sie finden sich auch als Teil von Trachten.
Von der Form her ist auch der Panzerhandschuh der mittelalterlichen Rüstung zu nennen, der vor allem dem Schutz diente. Sie wurden aus Leder, Metallschuppen oder Kettengeflecht hergestellt.
Während des Ersten Weltkrieges wurden Frauen und Mädchen im Zuge der Kriegsfürsorge in Deutschland aufgefordert, unter anderem auch Pulswärmer für die Truppen zu stricken.

## Formen und Verwendungen
Pulswärmer können als abgeschnittene Fingerhandschuhe ausgebildet sein wie z. B. beim Segelhandschuh oder Fahrradhandschuhe, wenn eine wärmende und/oder schützende Wirkung gewünscht ist, die Tätigkeit aber eine freie Beweglichkeit der Finger verlangt. Auch bei weiteren sportlichen Tätigkeiten werden fingerfreie Handschuhe verwendet, etwa beim Bodybuilding oder Turnen. Steht der Schutz vor Verletzungen im Vordergrund, so werden als Materialien meist Leder oder eine Kombination von Kunststoffen verwendet. Druckbelastungen werden durch spezielle Verstärkungen auszugleichen gesucht.
Auch Musiker verwenden bei Aufführungen im Freien bei kühleren Temperaturen Handschuhe, die die Finger freilassen und die Feinmotorik nicht einschränken, weshalb weichere Materialien wie Wolle bevorzugt werden.

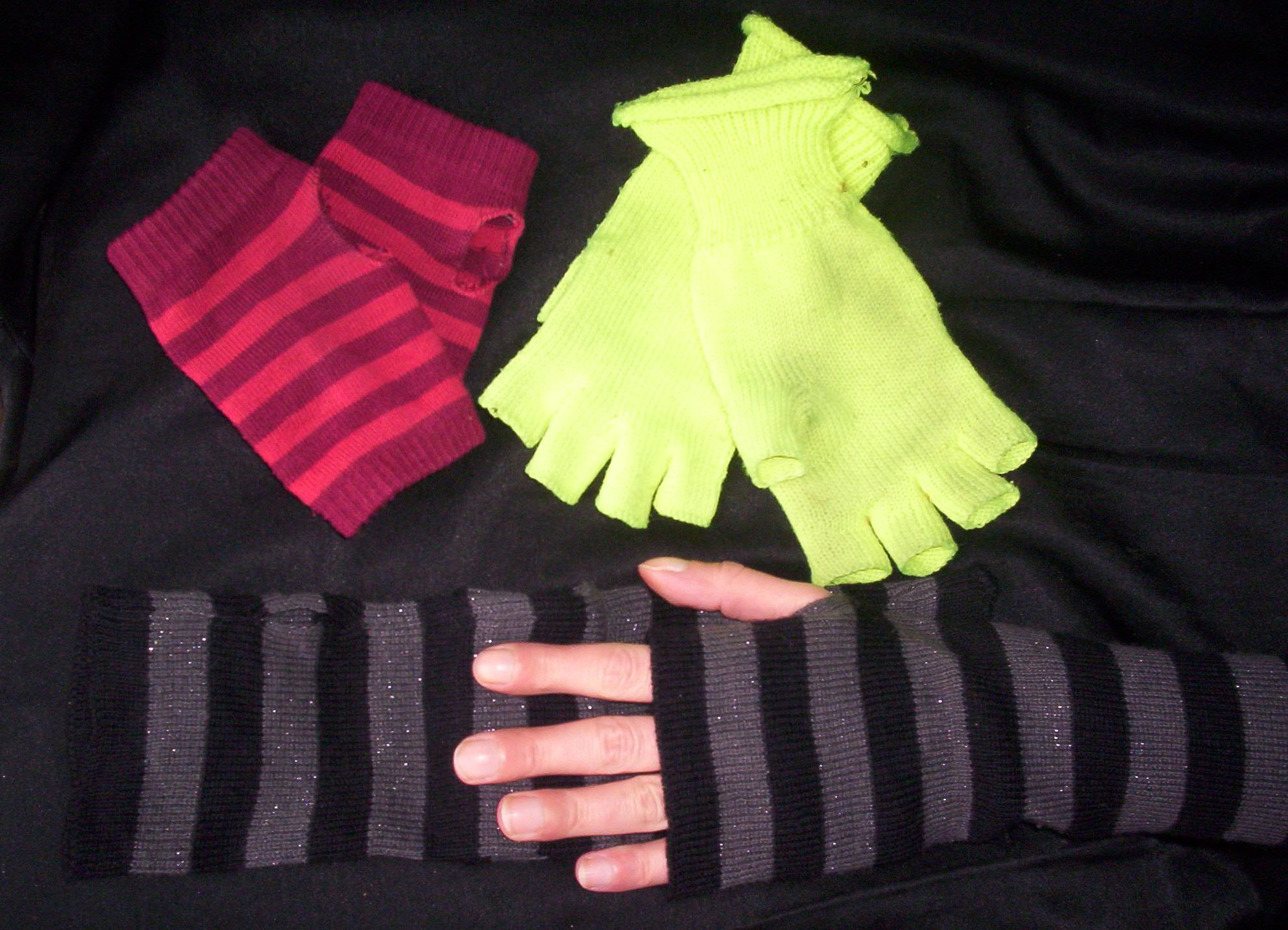
Verschiedene Pulswärmer

Bei der Ausführung als Stulpen steht das Warmhalten des Handgelenks, des Handrückens und der Handinnenflächen im Vordergrund. In dieser Form ist der Pulswärmer ein beliebtes Kleidungsstück zum Selbermachen, da seine gehäkelte, gestrickte oder genähte Herstellung einfach und von Anfängern ähnlich gut zu meistern ist wie der Schal und dennoch eine Vielfalt an kreativen Ausgestaltungen möglich ist. Verwendet werden Wolle, Baumwolle oder Stoffe. Sie können mit einem längeren Schaft versehen sein, so dass der Unterarm bis zum Ellbogen bedeckt ist. In Zeitschriften und im Internet finden sich dafür zahlreiche Anleitungen.
Aus Spitze, Seide oder anderen feinen und edlen Stoffen gefertigt werden Mitaine oft als Accessoire in der Brautmode und Abendgarderobe eingesetzt. Gelegentlich wird für den Mittelfinger an der Spitze des Stoffes eine Schlaufe angebracht.